# Vladimir Soultanov
Vladimir Soultanov, né en 1960 à Tachkent, est un pianiste ouzbek.

## Biographie

### Enfance
Enfant prodige de l’ex-Union soviétique, il étudie le piano dès l’âge de quatre ans et donne à sept ans son premier récital. En 1966 il entre à l'École centrale de musique de Tachkent, puis en 1970 la télévision soviétique lui consacre un documentaire sur les enfants surdoués. Il donne à cette époque, de nombreux concerts dans les plus grandes salles d'Union soviétique. Considéré comme l’un des plus grands espoirs de son pays, il intègre ensuite le Conservatoire Tchaïkovski de Moscou, où il devient l’élève du Lev Naoumov et remporte un 1er prix. Il reçoit en 1984 le très convoité diplôme de pianiste concertiste avec les félicitations du jury. À l’issue de ces études, il est nommé premier soliste de l’Orchestre philharmonique de Tachkent.

### Carrière
Ses prises de position contre le régime soviétique sont très mal vues par les autorités politiques, qui lui interdisent dès lors de se produire à l’étranger et de participer à des concours internationaux. En 1988, Vladimir Soultanov profite de l’avènement de la Perestroïka pour fuir son pays et s’installer en France. Il entreprend depuis une carrière internationale qui l’amène à se produire dans le monde entier : Moscou, Minsk, Riga, Tachkent, Japon, Italie, Belgique et France, ainsi que devant la reine d'Angleterre et le roi d'Espagne. 
Après avoir enseigné le piano au Conservatoire d'Arras, il est nommé professeur de piano au Conservatoire à rayonnement départemental de Roubaix (Nord), poste qu'il occupe depuis 2008.
Depuis 2018, Vladimir Soultanov est président du jury du concours Les Étoiles du piano, qui se déroule à Roubaix tous les deux ans,,.